# Сайяб, Бадр Шакир
Бадр Шакир Сайяб (ас-Сайяб) (перс. بدر شاکر السیاب‎; 24 декабря 1926, Джейкор близ Басры, Месопотамия (мандатная территория) — 24 декабря 1964, Кувейт) — иракский поэт и переводчик. Считается пионером и эталоном современной арабской поэзии.

## Биография
Старший сын землевладельца. Родился в предместье Басры Джайкур. В 1948 году окончил филологический факультет Багдадского педагогического института. Преподавал в школе, однако за участие в Иракской коммунистической партии уволен с работы. В итоге устроился дегустатором в Иракскую финиковую компанию.
В 1952 году с коллегами принимал активное участие в иракской интифаде (забастовках и восстании против властей), когда участвовал в оккупации офиса Информационного агентства США и, взобравшись на столб, декламировал революционную поэзию. После её подавления, опасаясь ареста на волне репрессий против симпатиков коммунистов, с фальшивым паспортом на вымышленное имя Али Артинк бежал из страны через иранскую границу, а затем отправился в Кувейт. Проработав там немного, в 1954 году возвратился в Ирак, где оборвал связи с коммунистической партией и получил должность в управлении внешней торговли.
Однако когда после революции 14 июля 1958 года в своей поэзии Сайяб выступил с критикой нового руководителя Абдель Керима Касема, вновь подвергался репрессиям и потерял работу в 1959 году. Затем работал служащим в порту Басры, пока снова не был арестован в феврале 1961 года.
К концу жизни у него был диагностирован боковой амиотрофический склероз, от которого поэт так и не оправился. Поскольку после резни в Киркуке Сайяб выступал с критикой своей бывшей партии, ему вызвался помочь американский Конгресс за культурную свободу, пригласивший его на конференцию «Арабский писатель и современный мир» в Риме и оплачивавший (вместе с его товарищами-литераторами) его лечение — вначале в Бейруте, затем в Лондоне.
В феврале 1964 года состояние его здоровья резко ухудшилось, когда его доставили в портовой госпиталь Басры с двусторонней пневмонией, язвой и проблемами с сердцем. Союз писателей Ирака убедил власти обеспечить его лечением, а кувейтский поэт Али Аль-Сабти ходатайствовал перед собственным правительством принять его в госпитале Амири с июля 1964 года. Там поэт и умер в болезни и нищете.

## Творчество
Бадр Шакир Сайяб — поэт-новатор, основоположник верлибра в иракской литературе. Один из самых видных арабских поэтов всех времён.
Автор семи поэтических сборников: «Увядающие цветы» (1947), «Легенды» (1950), «Затонувший храм» (1962), «Жилище рабов» (1963), «Икбаль» (издано посмертно в 1965) и др., проникнутых реминисценциями мифов и легенд, многочисленными аллюзиями и отмеченных яркой образностью. Также переводил поэзию Луи Арагона, Назыма Хикмета и Эдит Ситуэлл, оказавших, наряду с Т. С. Элиотом, большое на него влияние.
Стихи поэта переведены более чем на 10 языков, включая английский, персидский, сомалийский и урду.

## Избранная поэзия
- Christ After Crucifixion (المسيح بعد الصلب)[10]
- Wilting Flowers (أزهار ذابلة, 1947)
- Hurricanes (أعاصير, 1948)
- Flowers and myths (أزهار وأساطير, 1950)
- Dawn of Peace (فجر السلام, 1951)
- The Grave Digger (Long Poem) (حفار القبور, 1952)
- The Blind Prostitute (المومس العمياء, 1954)
- Weapons and Children (الأسلحة والأطفال, 1955)
- Rain Song (al-Sayyab) (انشودة المطر, 1960)
- The Drowned Temple (1962, المعبد الغريق)
- Alaguenan? Home (1963)
- The Balcony of the Nobleman’s Daughter (1964, شناشيل ابنة الجلبي)